# Zámostí (festival)
Zámostí je třebíčský letní kulturní open air festival, pravidelně se koná první červnový víkend. První ročník se konal v bývalé Subakově továrně v třebíčském Židovském městě v roce 1997. Od roku 1998 se pravidelně koná první víkend v červnu na podzámecké říční nivě v Třebíči na levém břehu řeky Jihlavy. Součástí festivalu je i taneční scéna, která při prvním ročníku byla umsítěna v bývalé dozrávárně banánů od druhého ročníku festivalu je umístěna v cirkusovém stanu. Později se stala součástí i přehlídka filmů v kině Pasáž.

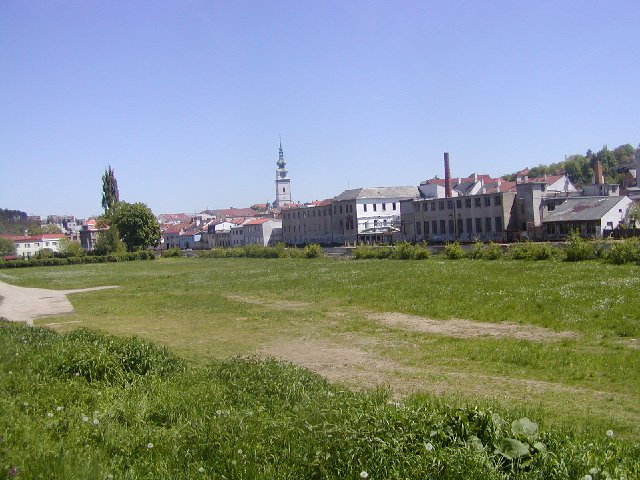
Louka, na které se pořádá festival

## Zaměření festivalu
Součástí festivalu Zámostí jsou dvě scény, na hlavní scéně hrají známější kapely a druhá scéna patří alternativním a méně známým kapelám. Mezi další scény patří již několik let cirkusový stan s produkcí taneční hudby, v roce 2009 byla poprvé uvedena i Ultimaclub.cz stage, na které byla produkována také taneční hudba. Mezi další projekty a akce spojené s festivalem Zámostí patří filmový klub Zámostí, v kině Pasáž jsou odehrávány klubové filmy, přístupné návštěvníkům festivalu.
Během konání festivalu se ve čtvrti Zámostí konají i akce typu Zámostí V Modrém, což jsou performance a hudební vystoupení pod otevřeným nebem v ulicích židovské čtvrti zapsané v Unesco. Celý červen je zpřístupněna i výstava lokálních umělců s názvem Open per4mance, ta se koná od roku 1999.
Festival je cílen na občany města Třebíč, stejně tak na návštěvníky z jiných měst, věkově se cíli na mladé i starší lidi.

## Historie

### 1997
První ročník Zámostí probíhal v třebíčském židovském městě a to ve staré Subakově továrně. Celý areál byl vyzdoben graffiti (díly studentů třebíčské zvláštní školy) a různými výstavami. Mezi návštěvníky nechyběl ani tehdejší senátor Pavel Heřman, starosta Pavel Janata, nebo třebíčský umělec Ladislav Novák, který žil v Židech. Na hlavní scéně účinkovaly skupiny Mňága a Žďorp, Psí vojáci a Ivan Mládek. Taneční scéna byla umístěna v bývalém skladu ovoce a zeleniny a představily se zde taneční skupiny a DJ nejen z České republiky, ale i skupiny ze zahraničí (například Holandský Techno Cirkus).

### 1998
Rok 1998 se již odehrával na říční nivě, bylo tomu z důvodu rekonstrukce Subakovy továrny na byty pro sociálně slabší. Taneční scéna byla zajištěna ve dvou spojených vojenských hangárech a na louce bylo vystavěno kryté pódium, kde se představil například Tony Ducháček se skupinou Garáž, skupiny Chinaski a mimo jiné i -123 min.. Novinkou Zámostí 1998 byl filmový klub, který byl v pátek a v sobotu otevřen účastníkům festivalu zdarma. Promítaly se filmy jako Jízda, Čtyři pokoje nebo Tajemný vlak.

### 1999
V tomto roce se festival rozrostl, každý den přišly tři tisíce návštěvníků. Do Třebíče přijely umělci jako Iva Bittová s Vladimírem Václavkem, skupina Psí vojáci, Dan Bárta a Roman Holý se skupinou J.A.R., Vladimír Mišík nebo česká hudební legenda Milan Hlavsa. V tomto roce již existovala taneční scéna v cirkusovém stanu a jako hlavní účinkující dorazila skupina Tribal Drift. Do areálu přibylo tee-a-pee, kde se promítala videa, a nechyběl tatoo a piercing salon. Horkou novinkou třetího ročníku byla výstava Open performance, která na měsíc okrášlila Zámecké konírny a stala se s tradiční vernisáží součástí festivalu.

### 2000
Čtvrtý ročník festivalu byl zahájen vernisáží, kde zahrála rakouská kapela Werk. Návštěvníků přibylo a dostalo se i na první větší zahraniční hvězdu, byli jí britští Loop Guru. Mezi vystupujícími se objevili Monkey Business, Tata bojs, -123 min., Pluto nebo Vltava. Překvapením bylo rozhodnutí městské rady, která kvůli nevyjití pořadatelů vstříc městu neposkytla louku pro další ročník. Nejvíce si stěžovali poslanci Karel Dvořáček a Stanislav Mastný. Ti tvrdili, že už byly překročeny všechny meze a Zámostí potupně srovnávaly s třebíčskými slavnostmi piva, které prý městu ve všem vyhověly. Po „zákazu“ dalšího ročníku se začala organizovat petice za festival Zámostí, kterou podepsalo několik tisíc lidí, a už v červenci proběhla další schůze městské rady, kde bylo přistoupeno k domluvě s organizátory. Ti respektovali na výhrady města a louka byla zapůjčena i na další rok.

### 2001
Pátý ročník proběhl naprosto v souladu s pravidly města a nenastaly žádné potíže. Na festivalu zahrály skupiny Plastic People Of The Universe, Mig 21, Dan Bárta, Wohnout a Vypsaná fiXa. Ve vyhřívaném cirkusovém šapitó zpívala Dara Rollins s jejím novým projektem. V kině se promítalo pět filmů v rámci filmového klubu.

### 2002
Ročník 2002 byl deštivý, mimo kapely Šum-Svistu hráli na šestém ročníků všichni, kteří byli předem uvedeni na plakátech. Kapely Support Lesbiens, Tatabojs, Monkey Business, Boron, Lenka Dusilová a další se zúčastnily zahrály. Novinkou ročníku 2002 byla spolupráce s MKS Třebíč, v rámci které proběhla ve starém židovském městě divadelní část festivalu (vystoupila divadla Těatr Novogo Fronta, Samota, Ampulka a Komediograf).

### 2003
Tento ročník byl nový projektem Zámostí v modrém, který se uskutečnil v pátek v podvečer v Židovské čtvrti, která se už měsíc pyšnila v seznamu kulturních památek UNESCO. Celá čtvrť byla zahalena do modrého světla (pouliční lampy zahalené modrým filtrem), umělého kouře a na procházející čekalo mnoho překvapení, např. zpívající kanál. V židovském městě opět vystoupila divadla, mimo jiné Teatr Novogo Fronta a Continua. Na festivalu vystupovaly Tři sestry, Hudba Praha, Wohnout, Anna K a 14 vystupujících hip-hopových kapel a tanečních DJ na druhé scéně v cirkusovém šapitó. Dalšími vystupujícími byli Support Lesbiens, Jiří Macháček se svými Mig 21, taneční SkyLine a mnoho dalších.

### 2004
Během tohoto ročníku byla zrušena z důvodu deštivého počasí vystoupení kapel Gotthart a -123 min.. Nicméně, vystoupily kapely Cocotte Minute, Gaia mesiah, Roe - deer, Pražský výběr a mnoho dalších.

### 2005
V tomto ročníku se konaly Zámostí v modrém (tak trošku rudém), Open performance. Otevřeno bylo hlavní pódium, tee-a-pee, taneční šapitó a nově bylo otevřeno i druhé alternativní pódium v zadní části festivalového prostoru. Na hlavním a vedlejším pódiu hrály skupiny jako Southpaw, Aneta Langerová, Gaia Mesiah, Wohnout a vše bylo zakončeno koncertem Dana Bárty a jeho Illustrathosphery. V sobotu hrály skupiny Švihadlo, Bow wave, Sto zvířat, 100 stupňů a další. Překvapením sobotní noci byl Moimir Papalescu & The Nihilists. Třešinkou na dortu byla švýcarská rocková legenda The Young Gods, jež nalákala hlavně starší publikum.

### 2011
V tomto ročníku byl hlavním hostem festivalu zpěvák Richard Müller.

### 2016

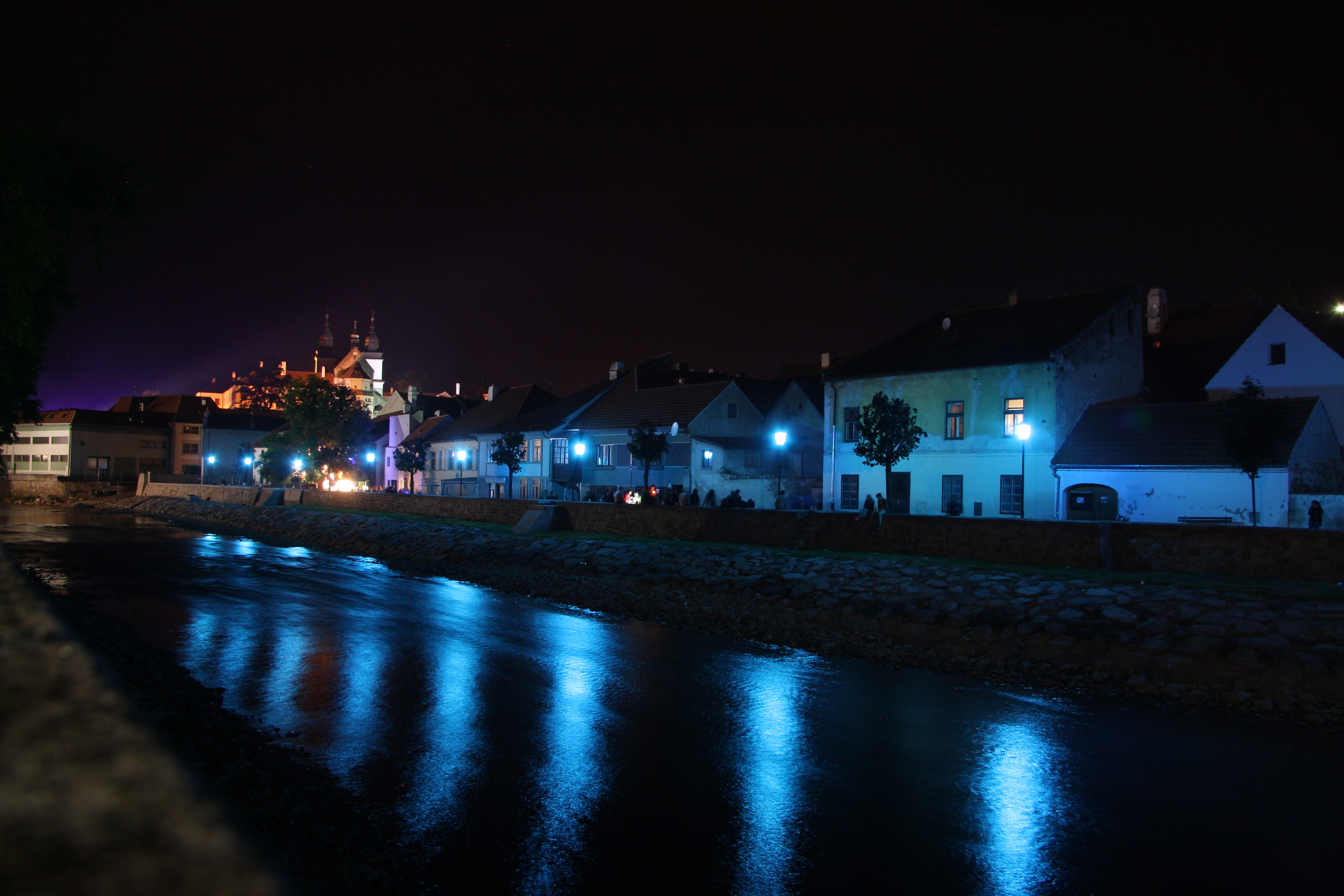
Zámostí v modrém v roce 2016

V roce 2016 se festival konal ve dnech 3. a 4. června, festival se konal v tomto roce podvacáté, hlavními hosty festivalu byly např. skupiny Tata Bojs, Mňága a Žďorp, či Rapmasters.

### 2017
V roce 2017 se festival konal 2. a 3. června, mezi hosty byly Buty, Houpací koně, Vladimír Mišík, Jiří Schmitzer, -123 min., Mydy Rabycad, Lazer Viking / Sabreheart, Manon Meurt. Spolu s festivalem se konala i výstava Open Per4mance a také doplňkový program v restauračním zařízení Barborka. Dalším programem bylo také tzv. Zámostí v modrém, ulice ve čtvrti Zámostí byly osvětleny modrým světlem a na mnoha místech hrála hudba, která byla přístupná zdarma.

### 2018
V roce 2018 se festival bude konat 1. a 2. června. Nově bude zavedena Malá scéna, kde se bude program zaměřovat na děti, jeho součástí budou i cestovatelské přednášky a divadelní představení. V programu se objeví Ondřej Havelka and his Melody Makers, Poletíme?, Bára Poláková, Jan Burian, Klára Vytisková, The Pop, Mucha, Jananas, The Noisy Pots a Fru Fru.

### 2019
V roce 2019 se festival konal, 7.–8. června zahrály skupiny jako Wohnout, Tata Bojs, Květy, Prokop Andršt Hrubý Trio nebo Acute Dose.

### 2020-2022
V roce 2020 se měl festival konat ve dnech 5. a 6. června, kvůli koronavirové pandemii byl však odsunut. Tentýž osud ho potkal v roce 2021. V roce 2022 se tak festival konal po dvouleté přestávce ve dnech 3. a 4. června. Tohoto faktu využili pořadatelé i v propagačních materiálech. Zúčastnili se skupiny jako J.A.R., Tata Bojs, Vltava nebo Sto zvířat.

### 2023
V roce 2023 se festival konal 2. a 3. června, mezi hosty byli např. Mňága a Žďorp, Wohnout, PSH, Mydy, Zrní, Schodiště či Ventolín.

### 2024
V roce 2024 se festival konal 7. a 8. června, mezi hosty byli např. Vltava, Poletíme?, Jordan Haj a Emma Smetana nebo Tata Bojs.

## Významní účinkující a hosté
- Ivan Mládek – vystoupil v roce 1997
- Václav Havel – v roce 1998 byl čestným hostem
- -123 min. – vystoupili v roce 1998 a 2000 2017
- Chinaski – headliner v roce 1998
- Vladimír Mišík – vystoupil v roce 1999 2017
- Milan Hlavsa – vystoupil v roce 1999
- Iva Bittová – vystoupil v roce 1999
- Loop Guru – zahraniční headliner v roce 2000
- Tři sestry – headlineři v roce 2000 a hosté v roce 2003
- Dan Bárta a Illustratosphere – vystoupili v roce 2001
- Vypsaná fiXa – vystoupili v roce 2001,
- Mig 21 – vystoupili v roce 2001 a 20032015
- The Plastic People of the Universe – vystoupili v roce 2001
- Tatabojs – vystoupili v roce 2002 a 20042016 2019
- Monkey Business – vystoupili v roce 2002
- Support Lesbiens – vystoupili v roce 2003
- Wohnout – vystoupili v roce 2004 a 2005 2019
- Gaia Mesiah – vystoupili v roce 2004 a 2005
- Aneta Langerová – v roce 2005 byla headlinerem
- The Young Gods – švýcarský headliner v roce 2005
- Moimir Papalescu & The Nihilists – vystoupili v roce 2005
- Kryštof – hudební skupina, která byla headliner v roce 2006
- Mňága A Žďorp, 2016[10]